# Saint-Palais (Pyrénées-Atlantiques)
Saint-Palais (baskisch Donapaleu) ist eine französische Gemeinde mit 2155 Einwohnern (Stand 1. Januar 2022) im Département Pyrénées-Atlantiques in der Region Nouvelle-Aquitaine. Sie war bereits bis zu dessen Auflösung 2015 Hauptort des gleichnamigen Kantons, seither ist sie Hauptort des Kantons Pays de Bidache, Amikuze et Ostibarre.
Durch den Ort führt eine Alternativroute des Fernwanderwegs GR 65, welcher weitgehend dem historischen Verlauf des französischen Jakobsweges Via Podiensis folgt.

## Geografie und Verkehr
Saint-Palais liegt am Fuß der Pyrenäen, im äußersten Südwesten Frankreichs, am Fluss Bidouze, einem Nebenfluss des Adour und gehört zum französischen Baskenland.
Die nächste Stadt ist Orthez, welche man in nordöstlicher Richtung über die Route D933, D23 nach circa 34 Straßenkilometern erreicht.
Die nächsten französischen Großstädte sind Toulouse (202 km) im Osten und Bordeaux (171 km) im Norden.
Der nächste internationale Flughafen ist der Aéroport International de Biarritz-Anglet-Bayonne, der in nordwestlicher Richtung nach etwa 62 Straßenkilometern erreicht wird. Der nächste Bahnhof befindet sich in Saint-Jean-Pied-de-Port. Die nächsten Bahnhöfe mit Anbindung an das TGV-Netz der SNCF sind Bayonne und Dax, wohin es Busverbindungen gibt. An das französische Fernstraßennetz ist Saint-Palais über die A64 Briscous (am Atlantik, nahe der spanischen Grenze) – Toulouse angebunden. Der nächste Autobahnanschluss an die A64 ist Urt (4).

## Geschichte
Der Name Saint-Palais wird auf San Palay zurückgeführt. Er soll an den Jungen Pelayo erinnern, der 926 in Córdoba den Märtyrertod erlitt. Die Stadt wurde wahrscheinlich im frühen 13. Jahrhundert durch den König von Navarra gegründet und entwickelte sich vor allem durch die Wallfahrt nach Santiago de Compostela. Im Jahr 1351 genehmigte Charles II. von Navarra den Bau einer Münzstätte, die bis ins Jahr 1672 in Betrieb war. Im Verlauf des Bürgerkrieges in Navarra wurde 1512 der spanische Teil Navarras, mit der Hauptstadt Pamplona, von den Truppen Ferdinands II. erobert und 1515 endgültig vom Königreich Kastilien annektiert. Der kleinere, nördlich der Pyrenäen gelegene Landesteil blieb bis zum Jahr 1589 offiziell souverän. In ihm erfüllte Saint-Palais administrative Aufgaben. 1524 wurde das Oberste Gericht von Navarra in Saint-Palais etabliert und 1639 durch den Sitz der Verwaltungseinheit Sénéchaussée von Navarra ersetzt. Die durch die Pilgerbewegung geprägte Entwicklung von Saint-Palais endet endgültig im November 1784 mit dem Edikt Louis XVI., das die Arbeit der Hospize in Arros, Ostabat und Saint-Palais beendet.
Während der Französischen Revolution, am 4. März 1790, wurde aus den historischen Provinzen Béarn, Labourd, Soule und dem zu Frankreich gehörenden Teil des Königreiches Navarra (Nieder-Navarra, frz. Basse-Navarre) das neue Département Basses-Pyrénées (das heutige Département Pyrénées-Atlantiques) gebildet. Es besteht aus 6 Distrikten: Mauléon, Oloron, Orthez, Pau, Saint-Palais und Ustaritz. 1795 wurde Saint-Palais Hauptstadt des Département, bevor es 1796, diese Funktion endgültig an Pau abgeben musste.
| Einwohner                                                  | 730 | 1.354 | 1.579 | 1.963 | 1.949 | 1.744 | 1.745 | 2.076 | 2.055 | 1.701 | 1.874 | 2.155 |
| Ab 1962 offizielle Zahlen ohne Einwohner mit Zweitwohnsitz |     |       |       |       |       |       |       |       |       |       |       |       |

## Jakobsweg (Via Podiensis)
In den Anfängen der Pilgerbewegung nach Santiago de Compostela existierte Saint-Palais noch nicht. Es gab nur Garris, circa 3 Kilometer nordwestlich an der alten römischen Straße Bordeaux – Astorga. Später gab es mindestens fünf Pilgerherbergen und Hospize in Saint-Palais. Weiterhin gab es die Kapelle des heiligen Nikolaus. Im Weiler Harambeltz, der heute zu Ostabat-Asme gehört, gab es das Kloster St. Nikolaus mit einem Hospiz.
Heute gibt es eine Pilgerherberge (französisch: Gîte d'étape) im ehemaligen Franziskanerkloster. Darüber hinaus gibt es Hotels, Privatzimmer (französisch: Chambre d'hôtes), sowie einen Campingplatz und eine Touristeninformation. Der weitere Jakobsweg führt beim Weiler Hiriburia, an der „Stele von Gibraltar“, zurück zum Hauptweg des GR 65. Die Stele markiert laut der Jakobsforschung den Ort, an dem die historischen Wege aus Tours, die Via Turonensis, aus Vézelay, die Via Lemovicensis, und die Via Podiensis sich vereinigen. Dabei hat „Gibraltar“ nichts mit dem gleichnamigen Mittelmeerzugang gemeinsam, sondern ist aus dem baskischen Wort Chibaltarem für Treffpunkt, abgeleitet.

## Kultur und Wirtschaft
- Ende August findet das Festival force basque statt. Hier messen sich die Teilnehmer in Nationalsportarten der Basken.

- Das Museum Basse Navarre ist im Rathaus untergebracht. Es zeigt Objekte der mittelalterlichen Wallfahrt sowie Möbel, Skulpturen und scheibenförmige baskische Stelen.

- Brücke über die Bidouze mit Blick auf die alte Mühle royal de Béhotéguy

- Die Kirche Saint-Paul ist mittelalterlichen Ursprungs. Ab 1524 beherbergt sie das oberste Gericht von Navarra und später ist sie Sitz der Sénéchaussée de Navarre. Zwischen 1790 und 1955 beherbergte das Gebäude verschiedene Verwaltungseinrichtungen.

- Die Kirche Sainte-Marie-Madeleine aus dem Jahr 1866 wurde 1986 restauriert und ist noch in Benutzung.[3]

Circa 3 % der Bevölkerung des Arrondissement de Bayonne arbeitet in der Landwirtschaft und circa 30 % im Dienstleistungssektor davon viele im Tourismus. Mit der Klinik Sokorri hat Saint-Palais ein regionales Gesundheitszentrum. In der Landwirtschaft stellen Viehzucht, Maisanbau und Käseproduktion Schwerpunkte dar.

## Städtepartnerschaft
- Sangüesa – Spanien (Provinz Navarra), seit 1993

## Persönlichkeiten
- Pierre Cazaux (* 1984), französischer Radrennfahrer